# Lista de membros da Royal Society eleitos em 1665
Esta é uma lista completa de Membros da Royal Society eleitos em seu sexto ano, 1665.

## Fellows of the Royal Society (FRS)
- Thomas Blount (b. 1604)
- Sir Philippe Carteret (1642-1672)
- Sir Richard Corbet, 2nd Baronet (1640-1683)
- Daniel Coxe (1640-1730)
- John Dolben (1625-1686)
- Vital de Dumas (1665-1675)
- Sir William Hayward (1617-1704)
- Humphrey Henchman (1592-1675)
- William Howard (1612-1680)
- Charles Howard (1629-1685)
- Edward Hyde (1609-1674)
- Hugues Louis De Lionne (b. 1665)
- George Monck (1608-1670)
- Edward Montagu (1602-1671)
- Samuel Pepys (1633-1703)
- Ruperto do Reno (1619-1682)
- Richard Sackville (1622-1677)
- Gilbert Sheldon (1598-1677)
- Richard Stearne (1596-1683)
- Malachy Thruston (1628-1701)
- Sir Theodore de Vaux (1628-1694)
- Jaime II de Inglaterra (1633-1701)
- Fernando Alberto I de Brunsvique-Luneburgo (1636-1687)
- Carlos II de Inglaterra (1630-1686)